# Parafia św. Jana Bosko w Luboniu
Parafia św. Jana Bosko w Luboniu – rzymskokatolicka parafia położona w północno-wschodniej części miasta. W przeszłości obszar jej działalności administrowała parafia św. Barbary w Żabikowie, z której to w 1935 roku wyodrębniono dzisiejszą jednostkę.
Funkcję pierwszego proboszcza parafii pełnił ks. Stanisław Streich. W 1938 roku został zamordowany przez komunistycznego zamachowca, w trakcie sprawowania mszy świętej. Beatyfikowany 24 maja 2025 roku.